# Ruta 45 (Chile)
La ruta 45 es una ruta nacional que se encuentra en la zona norte Chico de Chile sobre la Región de Coquimbo. En su recorrido de 34,2 km totalmente asfaltados une la ruta 5 Panamericana (tramo de la Autopista del Elqui) con la ciudad capital de la Provincia del Limarí, Ovalle, convirtiéndose en uno de los accesos a dicha ciudad por el sur, desde Los Vilos o Santiago.
El rol asignado a esta ruta nacional fue ratificado por el decreto MOP N.º 2136 del año 2000.

## Ciudades y localidades
Los accesos inmediatos a ciudades y localidades, y las áreas urbanas por las que pasa esta ruta de sur a norte son:

### Región de Coquimbo
Recorrido: 34 km (kilómetro 0 a 34). En el tramo urbano de Ovalle la ruta se denomina avenida Benjamín Vicuña Mackenna.
- Provincia de Limarí: acceso a Barraza (kilómetro 4), acceso a Tabalí (km 11), acceso a Valle del Encanto (km 14), acceso a San Julián (km 20), acceso a El Porvenir (km 20), acceso a El Porvenir (km 24), acceso a La Chimba (km 24 y 29), Altos de La Chimba (km 26-30), acceso a Camarico (km 30), acceso a Ovalle por Costanera (km 30), Ovalle (km 32-34), acceso a Limarí (km 32).